# Werder (Thedinghausen)
 (mai 2024).
Pour les articles homonymes, voir Werder.
Werder est un quartier de la commune de Thedinghausen, dans le Land de Basse-Saxe.

## Géographie
Werder se situe dans le nord de la commune de Thedinghausen, à deux kilomètres au nord-est du centre-ville de Thedinghausen.
La Weser coule vers l'est et le nord sur une distance de deux kilomètres.

## Histoire
La première mention documentée du lieu est de 1138.
Le 1er juillet 1972, Werder est incorporé à la commune de Thedinghausen.